# Polanka nad Odrou (zámek)
Zámek v Polance nad Odrou se nachází v Polance nad Odrou nad potokem Polančice v okrese Ostrava-město. Zámek byl původně renesanční tvrzí ze 2. poloviny 16. století, kterou vybudovali Sedlničtí. První písemná zmínka o zámku pochází z roku 1586. Pak v 60. letech 17. století byl Vaneckými z Jemničky přestavěn na barokní zámek. Od roku 1835 náležel zámek a panství Blücherům a na jejich popud byl roku 1895 novorenesančně upraven. Nakonec ve 2. polovině 20. století byl přestavěn pro hospodářské účely a skladiště a původní kaple sv. Archanděla Michaela byla také zničena. Zámek je zchátralý, avšak má potenciál revitalizace (je to nejstarší budova v Polance) a řeší se jeho renovace.

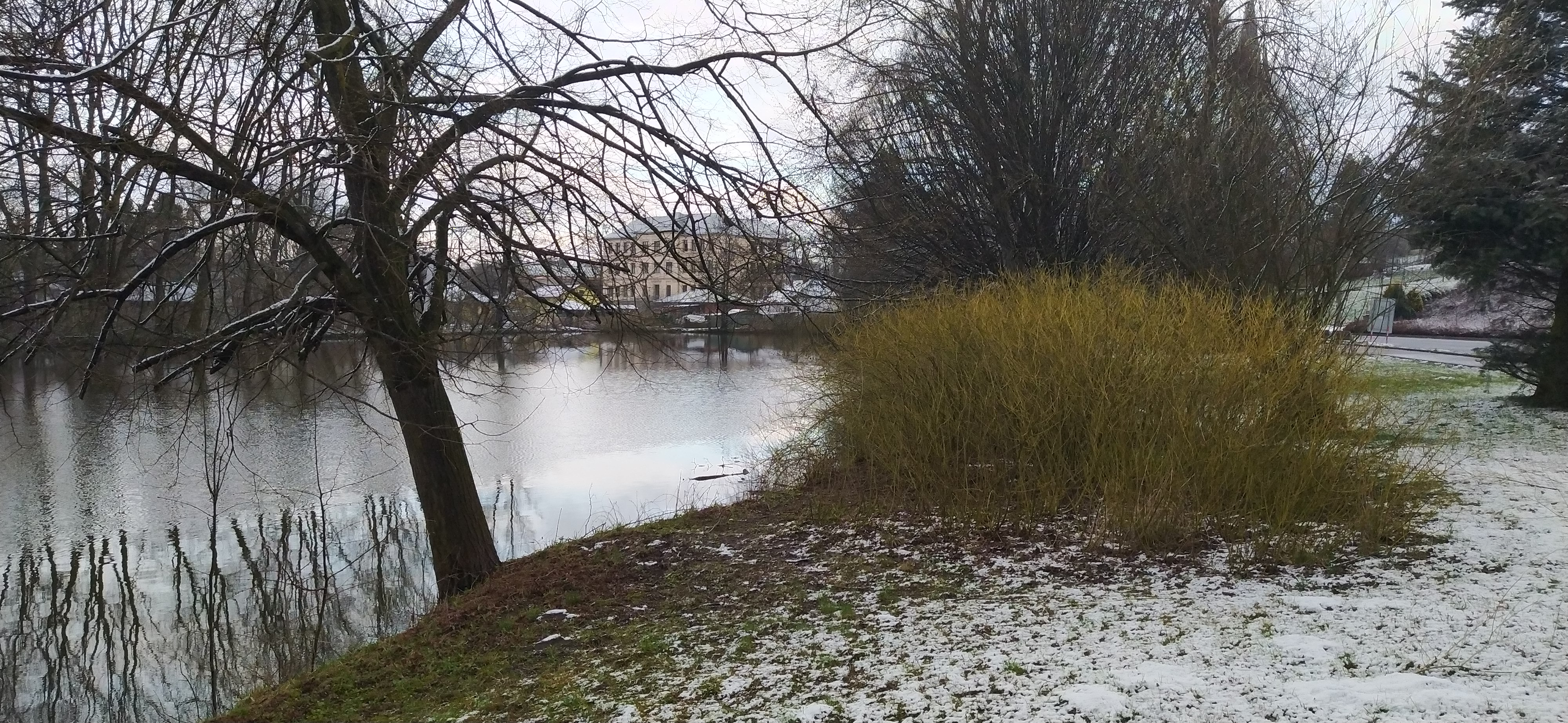
Rybník pod zámkem

## Další informace
Zámek tvoří čtyřkřídlá patrová budova s malým vnitřním nádvořím a jedním patrovým bočním křídlem k západu, omítnutá brizolitem.
Pod zámkem se nachází rybník s malým parkem. Rybník byl součástí původního obranného systému  renesanční tvrze.
Poblíž zámku se nachází Kostel sv. Anny s Parkem Václava Nelhýbla s Polanským bludným balvanem a také Úřad městského obvodu Ostrava - Polanka nad Odrou.

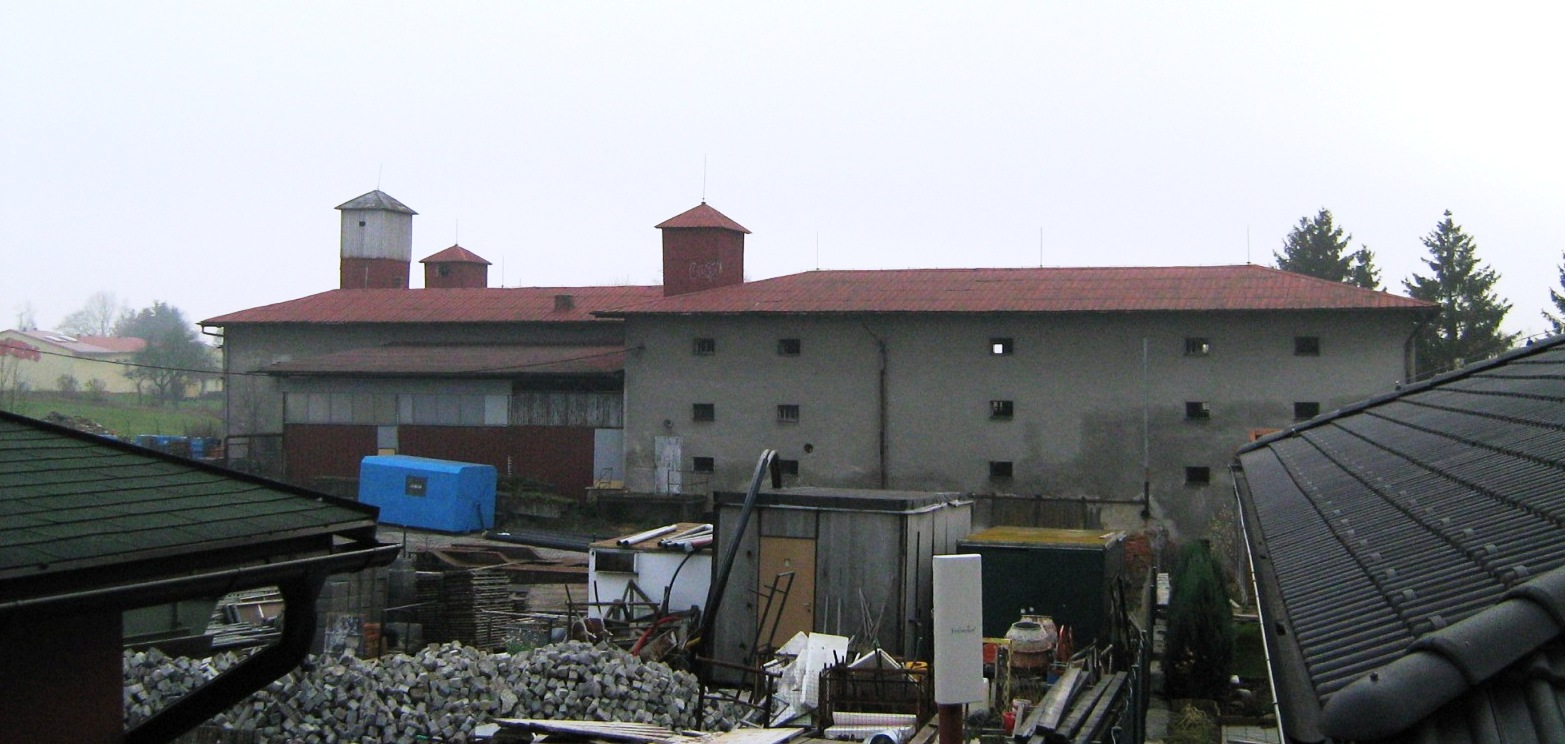